# علی‌اکبر اولیاء
علی‌اکبر اولیاء (زادهٔ ۱۳۳۵ در یزد) سیاستمدار ایرانی است.

## سوابق اجرایی
- رئیس سازمان ملی بهره‌وری ایران (دولت تدبیر و امید) (تا تاریخ ۱۳۹۷/۰۷/۰۷ بعد از اصلاح و ابلاغ قانون منع بکارگیری بازنشستگان)
- معاون سازمان امور اداری و استخدامی کشور (ریاست جمهوری)
- دبیرکل سندیکای بیمه‌گران ایران
- نمایندهٔ مردم یزد در مجلس هشتم و عضو کمیسیون عمران/نماینده ناظر مجلس شورای اسلامی در شورای عالی شهرسازی و معماری ایران
- رئیس کمیته تحقیق و تفحص از وضعیت قاچاق کالا در مجلس هشتم
- نایب رئیس کمیته تحقیق و تفحص از برنامه چهارم توسعه کشور درمجلس هشتم
- معاون سازمان مدیریت منابع آب ایران (وزارت نیرو)
- رئیس سازمان مدیریت و برنامه‌ریزی استان یزد
- مشاور وزیر کشور
- مشاور وزیر نیرو
- استاندار کهگیلویه و بویر احمد
- عضو هیئت امنای دانشگاه یزد
- معاون عمرانی استانداری یزد
- مدیر پخش شبکه دوم سیمای جمهوری اسلامی ایران
- سرپرست صدا و سیمای جمهوری اسلامی ایران مرکز یزد (دهه ۱۳۶۰)
- حضور در فعالیت‌های دانشجویی در قبل و بعد از انقلاب در انجمن اسلامی دانشجویان دانشگاه پلی تکنیک تهران (امیرکبیر) دانشجویان خط امام
- عضو سازمان نظام مهندسی ساختمان
- عضو کانون کارشناسان رسمی دادگستری